# Centaurea conocephala
Centaurea conocephala — вид квіткових рослин айстрових (Asteraceae). Ендемік: Канарські острови (Тенерифе).